# خمارة القط الأسود (رواية)
خمارة القط الأسود هي مجموعة قصصية للكاتب نجيب محفوظ ونشرت سنة 1969. تعد هذه المجموعة من الأعمال الأكثر شهرة للأديب نجيب محفوظ، وهذا لأنها كتبت قبل هزيمة حزيران 1967 ولكن نُشرت بعد عامين من الهزيمة، ولذلك فهي تتناول هذه الهزيمة بشكل رمزي  وتتراوح القصص بين الأمل والحلم واليأس والحزن. تتكون المجموعة من 19 قصة قصيرة وتتمحور أحداث «خمارة القط الأسود» حول خمارة يتعايش زبائنها مع قط أسود، ولا يبخلون عليه ببقايا طعامهم، وحين تمكنت الخمر من عقولهم وشرعوا في الغناء، إذا برجل غريب عن الحى وعن الخمارة يحذرهم: أنتم سعداء إذا طلع الصباح عليكم.

## القصص في المجموعة[3][4]
1. كلمة غير مفهومة، وتدور أحداثها حول فتى يحلم بأن الفتى الذي قتله مسامحا له.
2. الصدى، قصة عن زيارة رجل لأمه المسنة بعد أن قسى عليها وهجرها، وتدور الأحداث بينهم وهي صامتة رافضة التكلم وهو رافض الاعتذار.
3. الخلاء، عن رجل يترك حارته بعد أن تتم إهانته ويسافر إلى الإسكندرية قم يعود إلى حارته بعد زمن للانتقام.
4. البارمان، تدور احداثها حول رجل وعلاقاته مع ((البارمان)) أو النادل في الخمارة التي يزورها، وهي قصة متفائلة وأقل حزنا من بقية القصص في المجموعة.
5. المتهم، عن شخص يشهد دهس شاحنة لسائق عجلة ولكن يلبس هو القضية ويتهم بها.
6. السكران يغني، عن سكران يتخفى في خمارة حتى موعد الإغلاق وهناك يخرج ليسرق فلا يجد شئ فيقرر السكر حتى الصباح..و حينما يكتشفه الناس بالخارج يأتى رجال الشرطة وصاحب الخمارة فيهددهم لو دخلوا انه سيشعل النار في نفسه وكل محتويات الخمارة ليجد معاملة جيدة من كل من خارج الخمارة.
7. جنة الأطفال، حوار بين ابنة وأبيها حول الحياة والدين والفرق بين المسلم والمسيحي واسئلة وجودية عن الموت.
8. فردوس، عن صحفي باحث في مجال البغاء يذهب إلى حارة تمارس البغاء منذ زمن طويل.
9. الرجل السعيد، عن شخص يستيقظ ويجد نفسه سعيدا بدون سبب، وأمام هذه السعادة تبدو همومه وأوجاعه صغيرة.
10. معجزة، عن شخص يظن أنه ولي من أولياء الله بسبب «معجزة» حدثت معه وهو في الحانة.
11. المجنونة، عن حارة تقاتل بعضها لسبب غير معروف، وهي ترمز لحال جميع الشعوب العربية.
12. خمارة القط الأسود، عن شخص يبدأ بمراودة خمارة محدودة الزبون، حيث أنهم شكلوا دائرة صداقة بين أنفسهم ويأتي هو فيفسد ذلك، ولكنهم يتخذوا قرار تجاهله واعتباره غير موجودا.
13. زيارة، قصة عن عجوز مريضة تحت رحمة خادمتها إلى أن يحدث معها موقف يشكك القارئ بصحة هيمنة خادمتها عليها.
14. حلم، عن مدير وعامله وتدني المدير وصعود العامل تدريجيا.
15. رحلة، قصة رجل يزور حارته ويتذكر طفولته وأيامه بها.
16. المسطول والقنبلة، عن مسطول ليس له في السياسة الا انها تحرقه فيقرر ان يستفيد «يستنفع» منها مع انه لا يزال لا يفهم فيها.
17. صورة، عن صورة فتاة قتيلة في صحراء الهرم ووقع الصورة على كل من رأها من معارفها وقصتها مع كلا منهم.
18. صوت مزعج، عن صحفي وفتاة مثقفة وحياتهم المليئة بالجنس والخمول وانعدام الانتاجية
19. شهرزاد، عن قصة امرأة ذات اسم مستعار (شهرزاد) تتصل بصحفي لتحكي له قصتها ومشاكلها.

## نقد أدبي
يلعب كل من الخوف والزمن دورا مهما في هذه المجموعة القصصية. واختيار نجيب محفوظ قصة (خمارة القط الأسود) عنوانا للمجموعة يؤكد ذلك، حيث أن هذه القصة ينتابها الرعب؛ دخول رجل غامض إلى خمارة ويمنع الجالسين فيها من الضحك والكلام والتسلية ثم يمنعهم من ترك مقاعدهم ويرهبهم بعنفه ويهيمن عليهم. بالرغم من أن أحداث المجموعة واقعة في فترة ما قبل إلى ما بعد هزيمة حزيران، إلا أن أحداثها وتوظيف نجيب محفوظ الكبير للرمزية يجعل المجموعة قادرة على موازاة أحداث كل زمان ومكان.